# Herbert Cain
Pour les articles homonymes, voir Cain (homonymie).
Herbert James Cain, dit Herb Cain, (né le 24 décembre 1912 à Newmarket au Canada - mort le 23 février 1982 à Newmarket) est un joueur de hockey sur glace professionnel qui a joué 13 saisons dans la Ligue nationale de hockey pour les Maroons de Montréal, les Canadiens de Montréal et les Bruins de Boston.

## Parenté dans le sport
Il est le cousin de Francis Cain.

## Statistiques
| Saison     | Équipe                | Ligue      |     | Saison régulière | Saison régulière | Saison régulière | Saison régulière | Saison régulière |    | Séries éliminatoires | Séries éliminatoires | Séries éliminatoires | Séries éliminatoires | Séries éliminatoires |
| Saison     | Équipe                | Ligue      | PJ  | B                | A                | Pts              | Pun              | PJ               | B  | A                    | Pts                  | Pun                  |                      |                      |
| 1932-1933  | Tigers de Hamilton    | AHO        | 0   | 14               | 5                | 19               | 0                |                  |    |                      |                      |                      |                      |                      |
| 1933-1934  | Maroons de Montréal   | LNH        | 31  | 4                | 5                | 9                | 14               | 4                | 0  | 0                    | 0                    | 0                    |                      |                      |
| 1933-1934  | Tigers de Hamilton    | AHO        |     |                  |                  |                  |                  |                  |    |                      |                      |                      |                      |                      |
| 1935-1936  | Maroons de Montréal   | LNH        | 44  | 20               | 7                | 27               | 13               | 7                | 1  | 0                    | 1                    | 2                    |                      |                      |
| 1935-1936  | Maroons de Montréal   | LNH        | 47  | 5                | 13               | 18               | 16               | 3                | 0  | 1                    | 1                    | 0                    |                      |                      |
| 1936-1937  | Maroons de Montréal   | LNH        | 43  | 13               | 17               | 30               | 18               | 5                | 1  | 1                    | 2                    | 0                    |                      |                      |
| 1937-1938  | Maroons de Montréal   | LNH        | 47  | 11               | 19               | 30               | 10               | --               | -- | --                   | --                   | --                   |                      |                      |
| 1938-1939  | Canadiens de Montréal | LNH        | 45  | 13               | 14               | 27               | 26               | 3                | 0  | 0                    | 0                    | 2                    |                      |                      |
| 1939-1940  | Bruins de Boston      | LNH        | 48  | 21               | 10               | 31               | 30               | 6                | 1  | 3                    | 4                    | 2                    |                      |                      |
| 1940-1941  | Bears de Hershey      | LAH        | 1   | 1                | 0                | 1                | 0                |                  |    |                      |                      |                      |                      |                      |
| 1940-1941  | Bruins de Boston      | LNH        | 40  | 8                | 10               | 18               | 6                | 11               | 3  | 2                    | 5                    | 5                    |                      |                      |
| 1941-1942  | Bruins de Boston      | LNH        | 35  | 8                | 10               | 18               | 2                | 5                | 1  | 0                    | 1                    | 0                    |                      |                      |
| 1942-1943  | Bruins de Boston      | LNH        | 45  | 18               | 18               | 36               | 19               | 7                | 4  | 2                    | 6                    | 0                    |                      |                      |
| 1943-1944  | Bruins de Boston      | LNH        | 48  | 36               | 46               | 82               | 4                | --               | -- | --                   | --                   | --                   |                      |                      |
| 1944-1945  | Bruins de Boston      | LNH        | 50  | 32               | 13               | 45               | 16               | 7                | 5  | 2                    | 7                    | 0                    |                      |                      |
| 1945-1946  | Bruins de Boston      | LNH        | 48  | 17               | 12               | 29               | 4                | 9                | 0  | 2                    | 2                    | 2                    |                      |                      |
| 1946-1947  | Bears de Hershey      | LAH        | 59  | 36               | 30               | 66               | 19               |                  |    |                      |                      |                      |                      |                      |
| 1947-1948  | Bears de Hershey      | LAH        | 49  | 19               | 19               | 38               | 25               |                  |    |                      |                      |                      |                      |                      |
| 1948-1949  | Bears de Hershey      | LAH        | 49  | 25               | 35               | 60               | 10               | 11               | 4  | 6                    | 10                   | 6                    |                      |                      |
| 1949-1950  | Bears de Hershey      | LAH        | 41  | 12               | 14               | 26               | 8                | --               | -- | --                   | --                   | --                   |                      |                      |
| Totaux LNH | Totaux LNH            | Totaux LNH | 571 | 206              | 194              | 400              | 178              | 67               | 16 | 13                   | 29                   | 13                   |                      |                      |